# トルクメニスタンの国旗

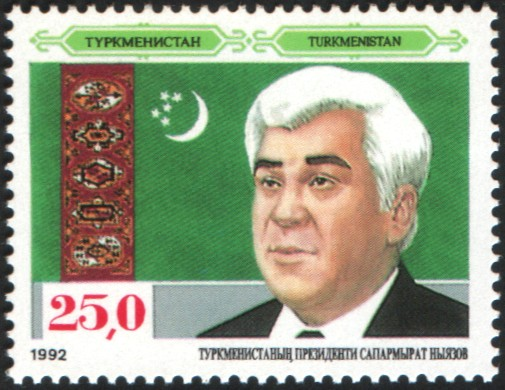
トルクメニスタンの切手に描かれた国旗（1992年）。
右側には初代大統領であるサパルムラト・ニヤゾフが描かれている。

トルクメニスタンの国旗は、白の三日月と5つの星を配する緑色旗である。旗竿側に絨毯文様のある赤色の帯があることが特徴的であり、世界で最も複雑な国旗と形容されることがある。
ソ連崩壊・トルクメニスタン独立後の1992年に、現行のものに近いデザインの国旗が制定された。その後細部の変更が2度あり、現行のデザインは2001年1月24日に制定された。

大統領旗（2007年～）
憲法旗（2003年～）
陸軍旗（1991年～）
空軍旗（1991年～）
軍艦旗（1991年～）

## 現行の国旗
三日月と星の組み合わせは、オスマン帝国の国旗にも使われたシンボルで、トルコ、アゼルバイジャン、ウズベキスタンなどのテュルク人の国家や、マレーシアやパキスタンなどイスラム国家の国旗によく使われるオスマン/イスラム系のシンボルである。5つの星は、トルクメニスタンの5つの州を象徴する。
赤色の帯に描かれた5つの絨毯模様は、トルクメン人の5つの代表的部族を象徴するものであり、上から順に テケ (Teke，Tekke) 、 ヨムド(Ýomut,Yomud) 、 サリク(Saryk，Saryq) 、チョウドゥル(Çowdur,Choudur)、エルサリ   (Ärsary，Arsary，Ersary) 各部族の文様である。

Teke
Ýomut
Saryq
Çowdur
Ärsary

これらの模様はトルクメニスタンの国章にも描かれている。近代に入る以前に軍事的敗北によって勢力を弱めた サロル (Salyr，Salor) など、トルクメン人には他にもいくつかの部族・氏族があるが、彼らの象徴は描かれていない。
絨毯模様の柄が縦に並ぶ赤色の帯の下部には、オリーブの枝のリースが記されている。これは「永世中立国」（1995年に国連総会で承認）であることを示す目的から1997年に付け加えられたものであるが、オリーブには永世中立を意味する他に国家の平和の意も込められている。

## 歴史上の国旗

### ロシア帝国

1858年までの旗
1858年 - 1883年の旗
1883年 - 1917年の旗
1914-1917（非公式）

### ロシア革命後
ソビエト連邦時代のトルクメン・ソビエト社会主義共和国の旗は、他のソ連構成共和国同様に赤旗を基調としたものであった。1926年から1937年までは赤旗の左上に鎌とハンマーを配するというソビエト連邦の国旗によく似た旗が使われた。
1937年には赤旗の左上に金色のラテン文字で T.S.S.R. と書かれたものが国旗になったが、1940年代にはキリル文字で ТССР (TSSR) と書くように変更された。1953年8月1日、赤地に2本の水色の帯、ハンマーと鎌と星を配した旗が制定された。この旗は、1991年の独立後も新国旗の制定まで継続して使われ、新国旗が制定されてからも1992年までは調整の為に暫しの間併用された。

トルキスタン自治ソビエト社会主義共和国の国旗（1919年 - 1921年）
トルキスタン自治ソビエト社会主義共和国の国旗（1921年 - 1923年）
トルクメン・ソビエト社会主義共和国の国旗（1926年 - 1937年）
トルクメン・ソビエト社会主義共和国の国旗（1937年 - 1940年）
トルクメン・ソビエト社会主義共和国の国旗（1940年 - 1953年）
トルクメン・ソビエト社会主義共和国の国旗（1953年 - 1974年）
トルクメン・ソビエト社会主義共和国の国旗（1974年 - 1992年）

### 独立後
1991年に公募され採用となった図案は大統領旗の図案にも流用された。現行の国旗は1992年に制定された図案が基にされている。
また、1997年と2001年の2度、花輪の付加や絨毯模様の変更など各所のデザイン変更が行われたことで同国旗は より複雑な図案となった。

1991年 - 1992年の国旗 この国旗図案は独立後に公募されたもので、現在の仕様に比べて簡略化されている
1992年 - 1997年の国旗
1997年 - 2001年の国旗
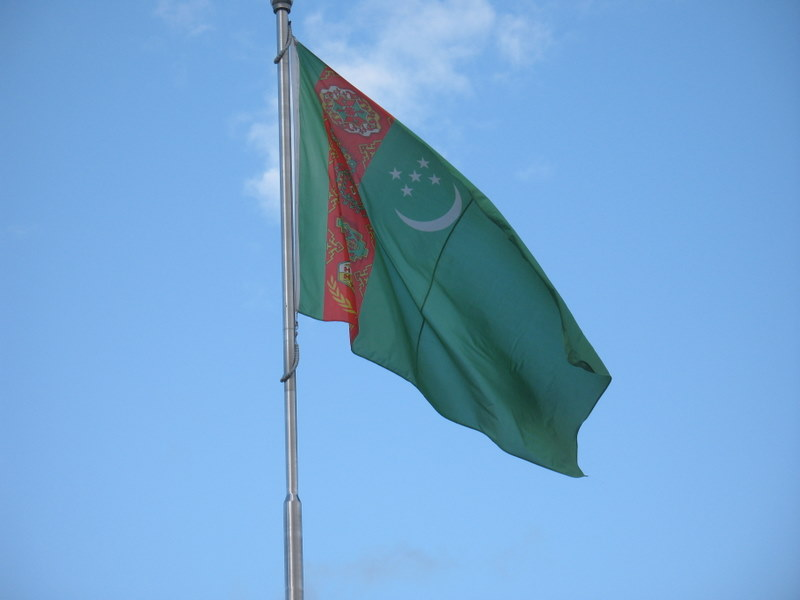
掲揚されたトルクメニスタンの国旗